# غاروتشا
بلدية غاروتشي (بالإسبانية: Garrucha)‏, هي بلدية تقع في مقاطعة المرية. جنوب شرق إسبانيا. يبلغ عدد سكانها 7.037 نسمة.

## وصلات خارجية
- (بالإسبانية)